# Auguste Désiré Dethuin

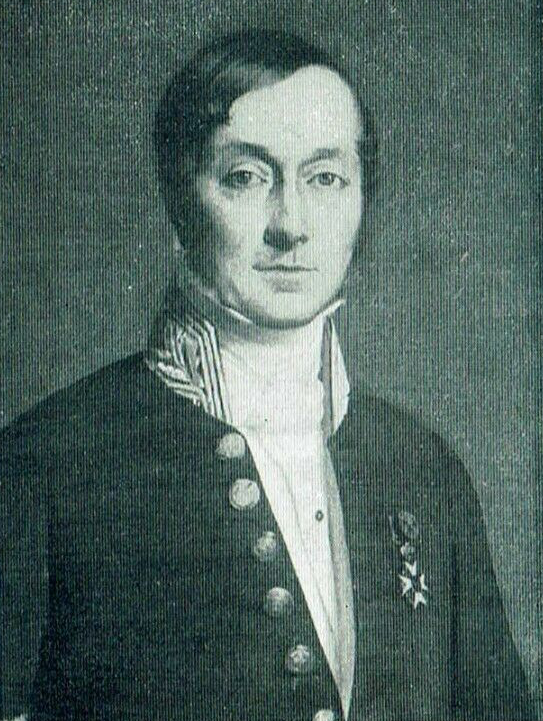

Auguste Désiré de Thuin (Bergen, 1 juni 1801 - 22 september 1868) was een Belgisch burgemeester en senator.

## Levensloop
Dethuin was de zoon van Louis Dethuin (1759-1835) die advocaat en notaris was en in de Franse tijd adjunct-burgemeester van Bergen.
Désiré Dethuin werd zelf ook notaris en advocaat en trouwde met Charlotte Troye (1813-1853). Hun zoon Alfred Dethuin werd volksvertegenwoordiger en senator. Volksvertegenwoordiger Gabriel Lecreps was zijn neef.
In 1836 werd Désiré gemeenteraadslid, in 1846 schepen en van 1849 tot 1866 burgemeester van Bergen. Van 1851 tot 1863 was hij liberaal Belgisch senator.